# G0y
G0y, gØy, g-cero-y (pronunciado "goy" o "g-cero-y"; la segunda letra es el número cero, no la letra "O") y más últimamente como Bator se define 
como una subcultura que apareció en los años 2000 en Estados Unidos y desde donde se popularizó en el resto del mundo. 
Los hombres autodenominados "g0y" o "Bators" se identifican como hombres que se sienten atraídos hacia otros hombres, pero no necesariamente con 
una orientación sexual homosexual o bisexual, aunque si se les considera dentro de las estadísticas HSH.
En este tipo de relaciones, dos o más hombres disfrutan vincularse mediante abrazos, besos, frot, masturbación mutua y en ocasiones sexo oral, aunque este último depende mucho de la ideología y gustos de los participantes, ya que hay miembros de esta comunidad que consideran al sexo oral como sexo penetrativo. Todo lo anterior se considera como "aceptable", excluyendo completamente el sexo penetrativo o sexo anal, por considerarlo "gay" o incluso como violento o peligroso.
Su visibilidad actual es creciente, y las formas predominantes de sociabilidad se producen a través de sitios web, redes sociales, grupos de correo, así como fraternidades reales de hombres.
La orientación sexual no es algo que sea determinante para que un hombre "g0y" o "bator" participe de este tipo de relaciones, ya que la filosofía dentro de esta subcultura es el disfrutar del erotismo del cuerpo masculino en compañía de otros hombres, en un ambiente de camaradería, compañerismo y mutuo respeto, por lo que hombres en cualquier parte del espectro de la orientación sexual son aceptados.